# حصار (دیلم)
حصار روستایی است از توابع بخش امام حسن شهرستان دیلم در استان بوشهر.

## جمعیت
این روستا در دهستان لیراوی جنوبی قرار داشته و بر اساس سرشماری سال ۱۳۸۵ جمعیت آن (۱۸۵خانوار) ۸۰۶ نفر بوده است.